# (434326) 2004 JG6
(434326) 2004 JG6 – planetoida z grupy Atiry, okrążająca Słońce w ciągu 186 dni w średniej odległości 0,63 j.a. Została odkryta 11 maja 2004 roku w programie LONEOS przez Briana Skiffa. Jest to planetoida należąca do grupy Atiry, podtypu grupy Atena. Jej orbita charakteryzuje się tym, że planetoida przez cały okres obiegu krąży bliżej Słońca niż Ziemia. Planetoida nie ma jeszcze nazwy własnej, a tylko oznaczenie tymczasowe i stały numer.